# Kehot
Kehot Publication Society e Merkos Publications sono case editrici statunitensi del movimento religioso ebraico ortodosso Chabad-Lubavitch fondate nel 1942 dal sesto Rebbe, Rabbi Yosef Yitzchok Schneersohn. Sotto la guida del suo successore Rabbi Menachem Mendel Schneerson Kehot afferma di essere diventata la più grande casa editrice di letteratura ebraica del mondo, con più di 100.000.000 di volumi stampati sino al 2008 in ebraico, yiddish, inglese, russo, spagnolo, francese, italiano, portoghese, olandese, tedesco, persiano e arabo. Il nome Kehot è acronimo di Karnei Hod Torah ("i raggi di gloria della Torah") e le tre lettere ebraiche appaiono sul logo della casa editrice. Le lettere si riferiscono anche all'anno ebraico תק"ה, nel quale nacque il fondatore dello Chabad, Rabbi Shneur Zalman di Liadi.
Negli anni Quaranta negli USA c'era una carenza di libri ebraici basilari come  Mishnayot e Gemarot, cosicché Kehot iniziò a pubblicarli. Man mano che altre case editrici cominciavano a rendere disponibili tali opere Kehot si ritirò da quest'area e si concentrò invece sulla sua missione principale, quella di pubblicare gli insegnamenti della Chassidus Chabad.  Ad eccezione del Sedei Chemed di Rabbi Chaim Hezekiah Medini non stampa più libri che non siano correlati alla Chassidus di Chabad.
Kehot ha inoltre iniziato ad ospitare l'iniziativa book-a-thon ("maratona libraria") con lo scopo di promuovere la letteratura ebraica ed assistere nella costruzione di biblioteche ebraiche.